# Палій Максим Іванович
Макси́м Іва́нович Палі́й — старший солдат Збройних сил України, частина дислокується в Житомирській області.

## Нагороди
26 липня 2014 року — за особисту мужність і героїзм, виявлені у захисті державного суверенітету та територіальної цілісності України, вірність військовій присязі під час російсько-української війни, відзначений — нагороджений орденом «За мужність» III ступеня.